# Spaceport America
 (octobre 2016).

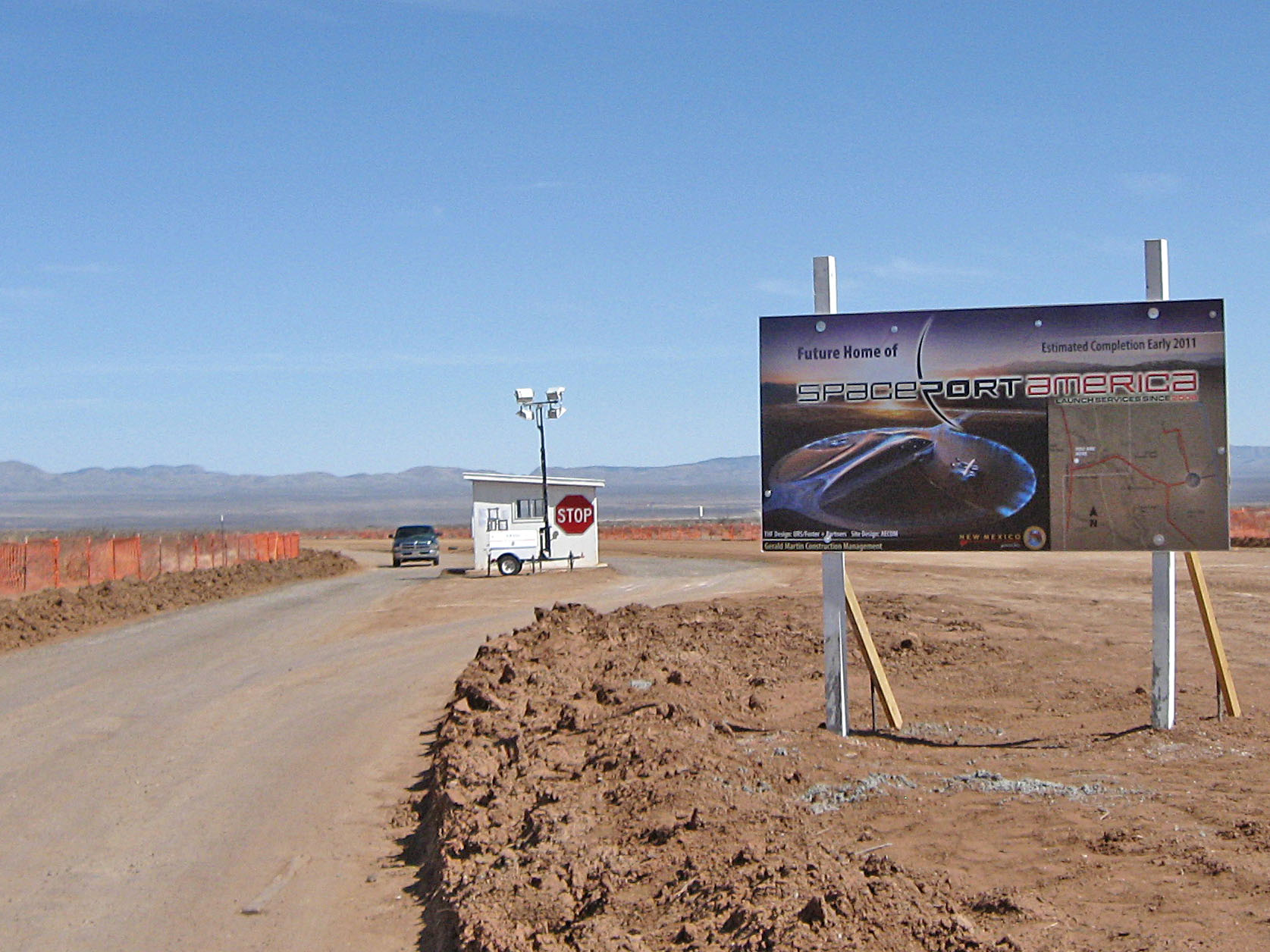
Entrée du site en 2010.

Spaceport America est le premier spatioport grand public développé par la société Virgin Galactic. Il est situé à Las Cruces dans l'État américain du Nouveau-Mexique et sera consacré au tourisme spatial.

## Historique

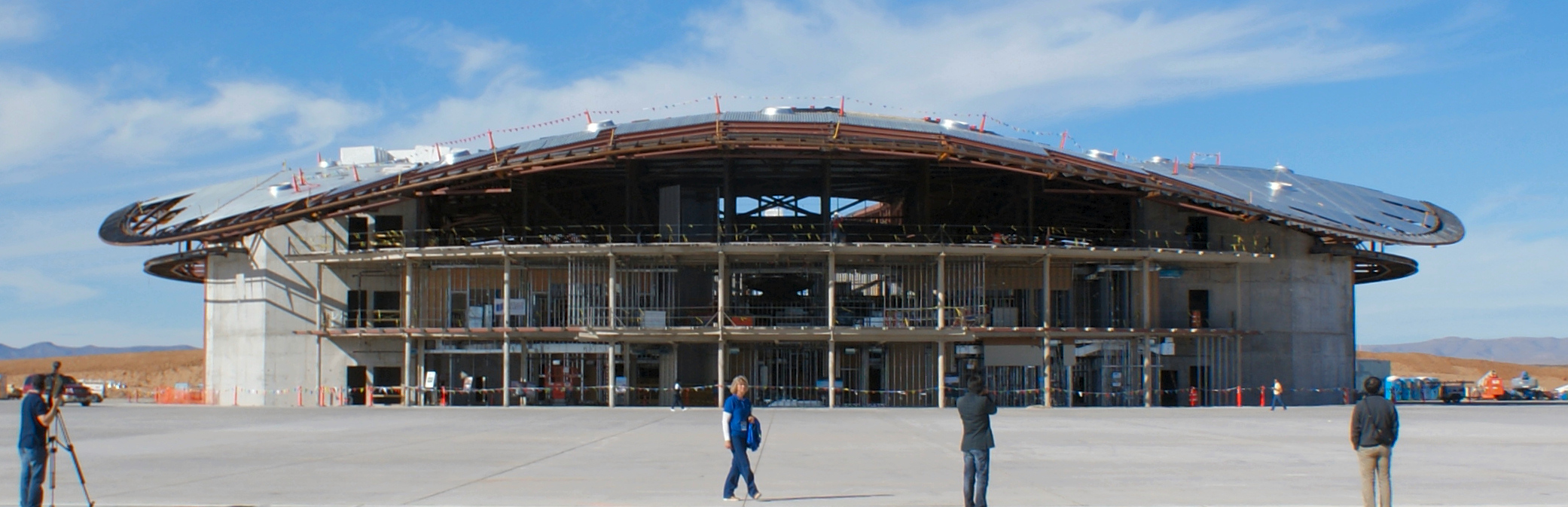
Terminal en construction en 2010.

L'idée d'un port spatial au Nouveau-Mexique a été lancée en 1990 par le docteur Burton Lee de l'Université Stanford et à partir de 1992, l'état du Nouveau-Mexique promeut ce projet.
Le 14 avril 2006, Sir Richard Branson et le gouverneur Bill Richardson annoncent l'installation de Virgin Galactic sur le site, des pas de tir provisoires sont construits et le premier lancement d'une fusée-sonde par UP Aerospace est effectué le 25 septembre 2006, celui-ci étant un échec.
Les travaux pour les installations définitives ont débuté le 19 juin 2009. Le site a été ouvert au public en mai 2011 et officiellement inauguré le mardi 17 octobre 2011 en présence des autorités du Nouveau-Mexique. Le premier vol suborbital est alors espéré à la fin 2012.

## Installations

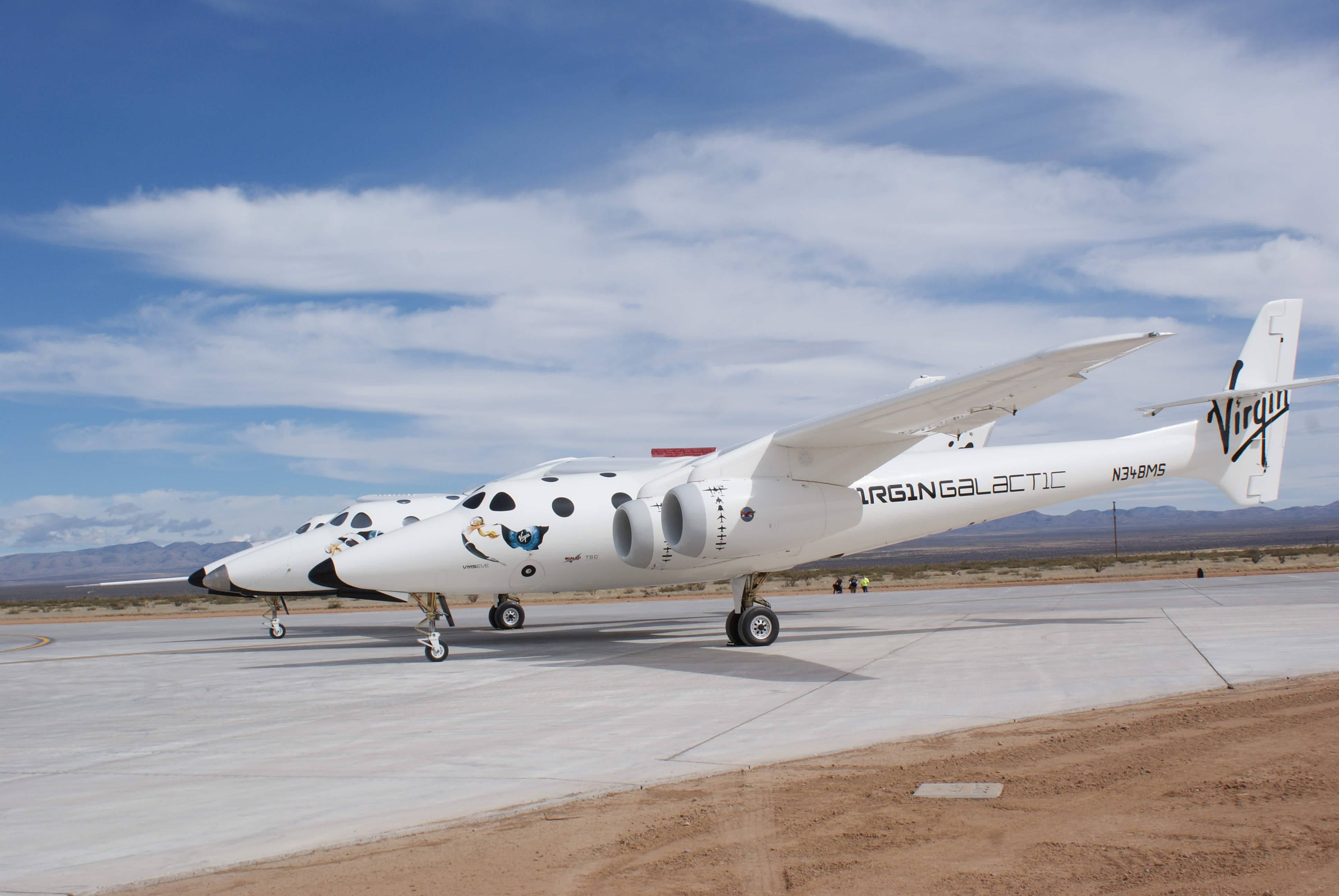
Un White Knight Two transportant un SpaceShipTwo à Spaceport America.

Conçue par l’architecte Norman Foster, la base dispose d'une piste en béton de 10 000 pieds soit 3 048 mètres, d'installations de préparation des « astronautes » et de contrôle de mission et accueillera jusqu’à cinq navettes SpaceShipTwo et deux transports White Knight Two.
En décembre 2018, seule la navette VSS Unity et le transport VMS Eve sont en service.

## Cinéma
Quelques scènes du film de science-fiction After Earth y ont été tournées.